# Capra pyrenaica

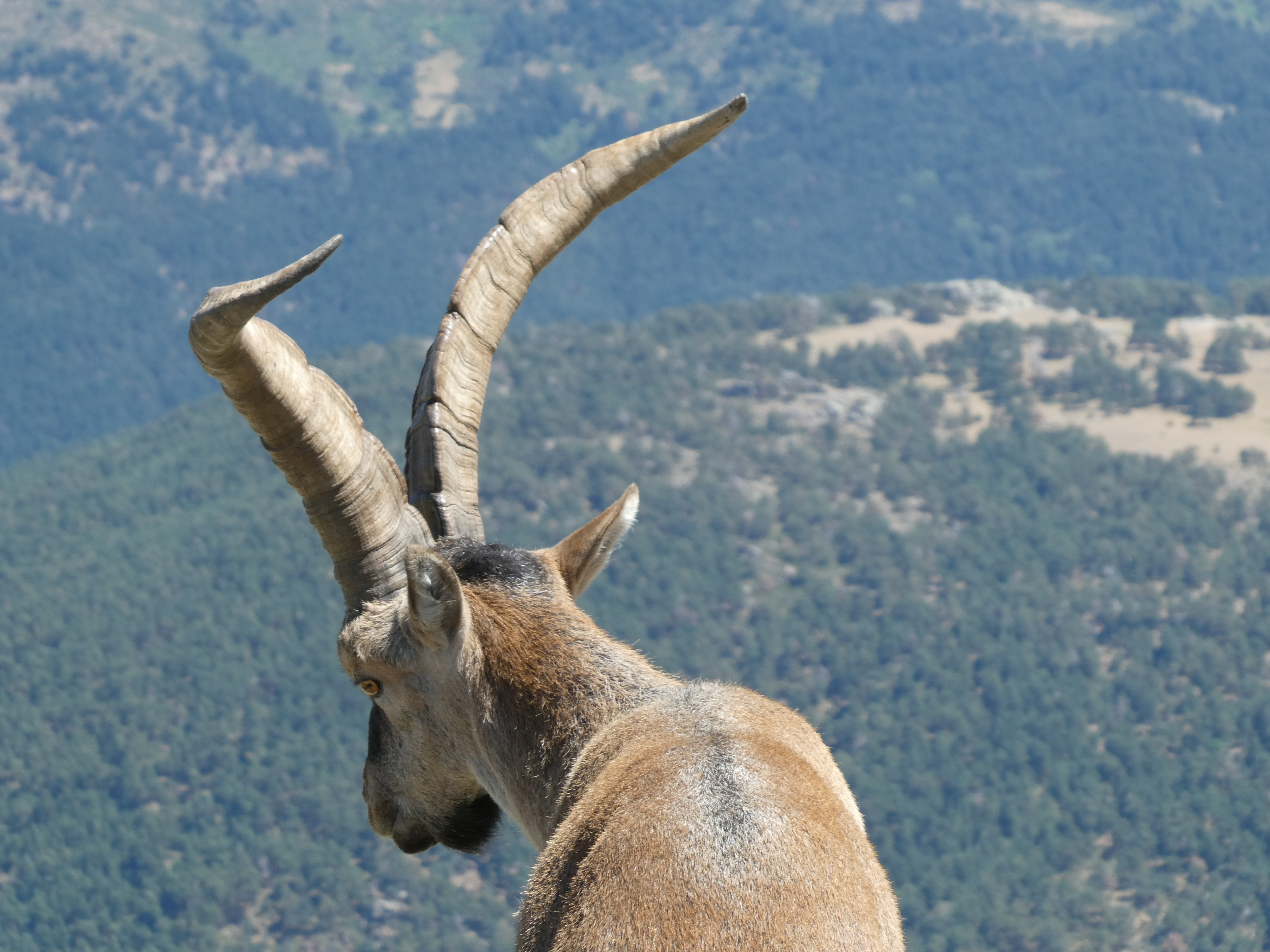
Cabra montés en el parque nacional de la Sierra de Guadarrama.

La cabra montés o íbice ibérico (Capra pyrenaica) es una de las especies de bóvidos del género Capra que existen en Europa. Antiguamente repartido por el sur de Francia, Andorra, España y Portugal, la cabra montés es un endemismo que actualmente se encuentra principalmente en las áreas montañosas de España y del norte de Portugal. Las otras especies del género son el íbice alpino o cabra de los Alpes (Capra ibex), el íbice siberiano (Capra sibirica), el tur del Cáucaso occidental (Capra caucasica), el tur del Cáucaso oriental (Capra cylindricornis), la cabra salvaje o cabra bezoar (Capra aegagrus), el marjor (Capra falconeri), el íbice de Nubia (Capra nubiana) y el íbice de Etiopía (Capra walie). 

## Paleontología
El género Capra llegó a la península ibérica, al igual que el resto de Europa, seguramente a finales de Plioceno, procedente de Asia. La consolidación de estas poblaciones y su adaptación a los ecosistemas ibéricos, así como el aislamiento de la península ibérica en numerosas ocasiones debido a las glaciaciones, produjeron un proceso de diferenciación y especiación de las poblaciones ibéricas hasta dar lugar a la actual Capra pyrenaica.

## Descripción
La cabra montés es una especie con fuerte dimorfismo sexual, al igual que muchos otros bóvidos. Las hembras miden unos 1,20 m de largo y 60 cm de altura en la cruz, pesando entre 30 y 45 kg. Tiene cuernos bastante cortos y se parece bastante a una cabra doméstica, aunque la cabra doméstica tendría su origen en la cabra bezoar (Capra aegagrus) o en el marjor (Capra falconeri). Los machos, en cambio, pueden llegar a los 148 cm de largo y tener una altura de 77 cm en la cruz, alcanzando un peso máximo de 120 kg. Los cuernos de los machos son notablemente gruesos y pueden llegar a ser el triple de largos que los de las hembras. Están más separados entre sí que los cuernos de otras especies del género Capra. Los machos adultos tienen también una cara más alargada y la típica barba de chivo oscura bajo la mandíbula.
El color y longitud del pelaje varía según las subespecies y la época del año, tornándose más largo y grisáceo en invierno. Tras las mudas de pelo de abril y mayo, el color es pardo o canela, con manchas oscuras en la parte inferior de las patas que en los machos adultos pueden extenderse hacia los costados, hombros y vientre. La parte central de este es blanca en ambos sexos, y la cola negra y corta (12-13 cm.). La fenología del pelaje podría ser uno de los factores importantes en los ciclos estacionales de algunos parásitos transmitidos por contacto como son por ejemplo los ácaros causantes de la sarna sarcóptica.

## Etología y hábitat

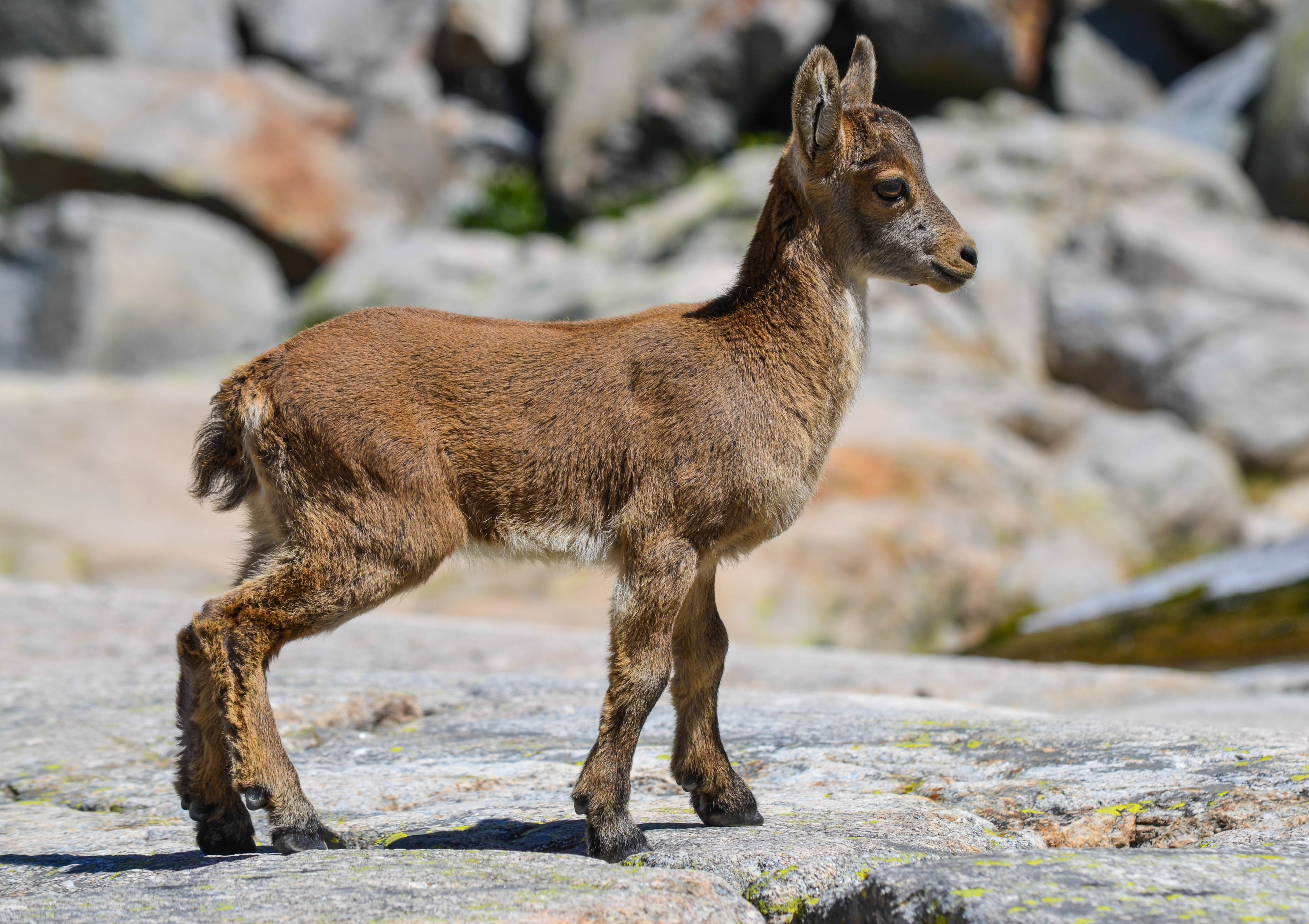
Cría de la subespecie C. p. victoriae.

Esta especie se desenvuelve por igual de día y de noche, aunque sus máximas horas de actividad se localizan por la mañana y a finales de la tarde, cerca del crepúsculo. En invierno desarrollan su actividad en las horas centrales del día, que es cuando hace más calor.
Son animales sociables, pero cambian a menudo de manada. Esta puede estar constituida por machos adultos, hembras con sus crías o adolescentes de ambos sexos (en este último caso, solo durante el verano). Los machos y las hembras adultas se reúnen en la época de celo, en los meses de noviembre y diciembre —caracterizados por los violentos combates cabeza contra cabeza de los machos—. La inversión en masa testicular es un factor muy importante en los procesos de selección sexual. En la cabra montés esta inversión es mayor durante la temporada de celo, especialmente en edades en las que los individuos son subordinados que optan por una estrategia reproductiva de persecución y no de monopolización de la hembra. Las crías (una misma hembra puede parir dos o tres chotos) nacen en mayo.
Habitan tanto en bosques como en extensiones herbáceas, en cotas montañosas de entre 500 y 2500 m s. n. m., subiendo en verano incluso por encima de los 3000 m s. n. m. La protección de que disfrutan ha hecho que se distribuyan a zonas antes totalmente impensables como zonas costeras de Málaga, Granada o Almería, donde ocasionalmente pueden ser vistas a la orilla del mar. La dieta es predominantemente herbácea, aunque en invierno se torna más arbustiva. Si es necesario, excavan en la nieve para acceder hasta la vegetación.

## Subespecies
Se reconocen cuatro subespecies de cabras monteses, dos de las cuales se han extinguido en tiempos recientes. No obstante, varios autores han puesto en duda su validez. Estas subespecies son las siguientes:
- Capra pyrenaica hispanica, con una distribución discontinua que se extiende por las cordilleras cercanas al mar Mediterráneo. Alcanza su mayor concentración en Sierra Nevada.
- Capra pyrenaica lusitanica, era conocida como mueyu. Distribuida originalmente por las montañas fronterizas entre Galicia y Portugal, se extinguió en 1892 en la Serra de Gerês (Portugal).
- Capra pyrenaica pyrenaica, subespecie-tipo situada originalmente en los Pirineos franceses y españoles, llamada popularmente bucardo. El último ejemplar murió en enero de 2000.
- Capra pyrenaica victoriae, distribuida de forma desigual en las cordilleras del centro y norte de España. Su principal población está en la sierra de Gredos, donde moran unos 10 000 ejemplares. Considerada subespecie cinegética, bajo ciertas restricciones.

## Estado de conservación
La cabra montés cuenta con lobos, osos y águilas como depredadores naturales, pero estos han desaparecido en los últimos tiempos de amplias zonas de su distribución. La caza de esta especie por parte del hombre se producía ya en la Prehistoria, primero a cargo del hombre de Neandertal y desde hace cuarenta mil a treinta y cinco mil años, por el Homo sapiens. Son abundantes sus restos en las cuevas paleolíticas y aparece representada con frecuencia en las pinturas rupestres de toda la península ibérica. 

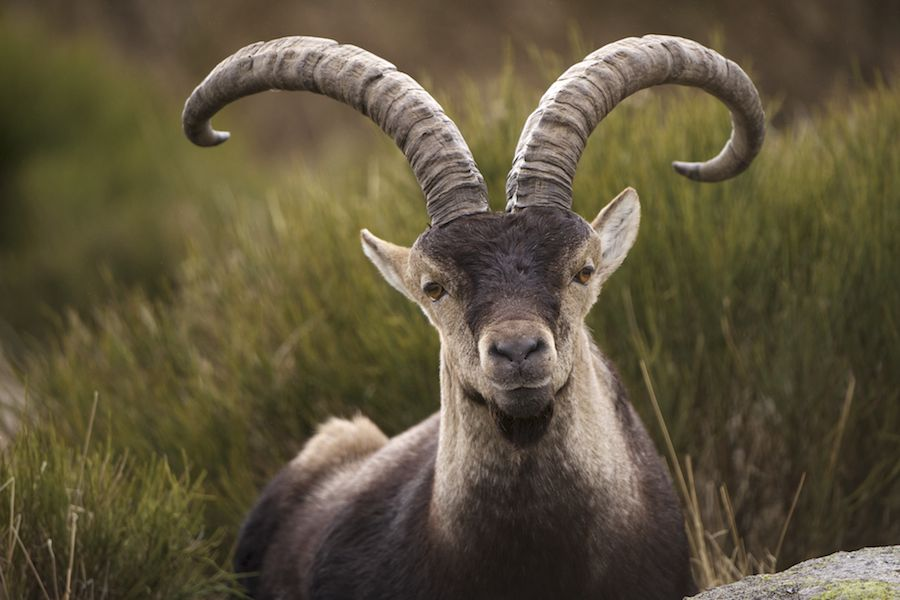
Detalle de la cabeza del macho.

Con la introducción de la agricultura y el aumento de la población humana (y con ello, de la caza), su población desapareció de varias zonas y en otras menguó ostensiblemente. En tiempos recientes, el hecho de ser una especie única en el mundo, endémica de la península, la convirtió en una cotizada especie de caza mayor. Se tiene constancia de la llegada expresa de cazadores procedentes de Francia y el Reino Unido durante los siglos XIX y XX, especialmente al Pirineo, buscando cazar algún ejemplar y conseguir un trofeo.
Se ha propuesto el nombre vulgar alternativo de íbice ibérico.
Al igual que para otras especies de ungulados de montaña, los parásitos y las enfermedades tienen también un papel importante como regulador de las poblaciones. Sin embargo, alteraciones en las relaciones ‘parásito-hospedador’ conducen en ocasiones a marcados desequilibrios y a epizootias. Por ejemplo, la sarna sarcóptica, endemia en algunas zonas, también es capaz de poner en riesgo algunas poblaciones. Esta enfermedad, a veces mortal para los íbices, afecta de forma desigual a los machos y a las hembras, y limita las capacidades reproductivas de los individuos.

A finales del siglo XIX la población de cabra montés estaba en rápida regresión, habiéndose extinguido la subespecie gallego-portuguesa. Alfonso XIII de España creó en 1905 el Refugio Real de Caza de la Sierra de Gredos para limitar la caza de este animal en la zona y salvar así a la entonces reducida población local, pero no tomó mayores medidas por el salvamento de la especie. No fue hasta 1950 cuando comenzaron a crearse numerosas reservas para proteger la cabra montés, aunque en muchos casos no se crearon políticas adecuadas al efecto. La extinción reciente del bucardo se debe en buena medida a ello, reducido a solo veinte ejemplares en 1970 y condenado por tanto a la desaparición en unas pocas décadas. La falta de cabras monteses para las cacerías intentó cubrirse durante el tardo franquismo con la introducción de otros bóvidos foráneos, como el muflón y el arruí, especies que han tenido un impacto desigual sobre la flora y fauna local y en algunos casos han puesto aún más en aprietos a la cabra montés, pues compiten con ella por los mismos recursos. La competición por el alimento con el ganado doméstico, el riesgo de hibridación con la cabra doméstica y el riesgo de selección artificial por y para la actividad cinegética son también factores de riesgo para la conservación de algunas poblaciones. 

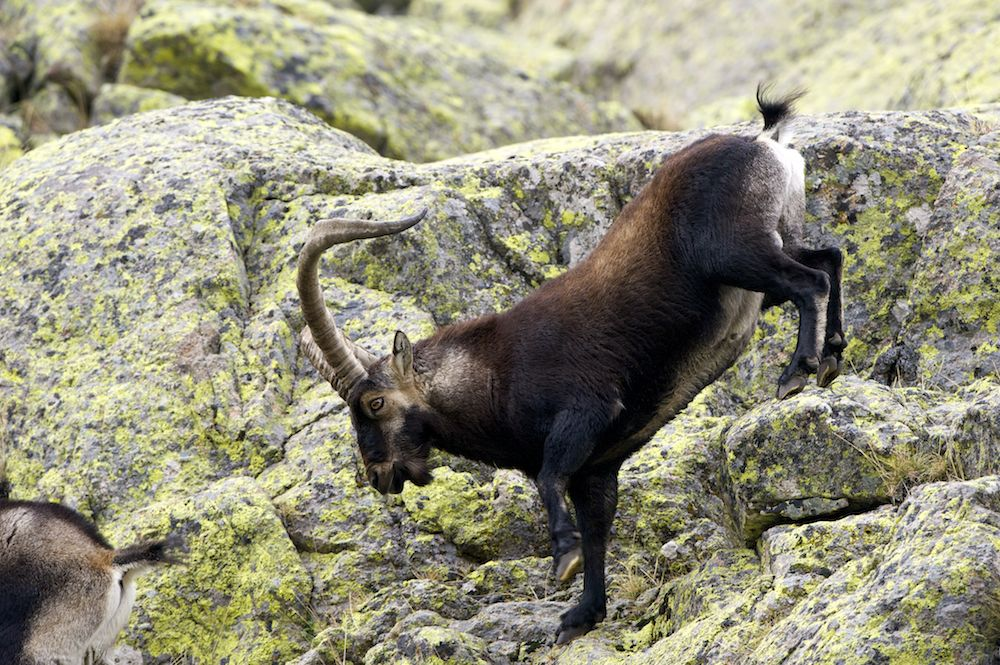
Macho montés ejecutando una empinada bajada en la sierra de Gredos

Las subespecies que sobreviven podrían sumar cerca de cincuenta mil ejemplares, presentes en su mayor parte en Sierra Nevada, Gredos, las Batuecas, Los Puertos de Morella, Muela de Cortes, Serranía de Cuenca, Alcaraz, sierra Madrona, sierra Mágina, sierra de Cazorla, sierra de Segura, Sierra Sur de Jaén, los Filabres,  sierra de las Nieves y Montes de Cádiz. También se han introducido unas cuantas cabezas en varios puntos del sector peninsular, como  la sierra de Guadarrama o el término municipal de Albaladejo (Ciudad Real). 
En el año 2006 trece ejemplares de cabra fueron reintroducidos en Doney de la Requejada, Sanabria.
La Junta de Galicia lleva a cabo un plan de reintroducción a gran escala en la comunidad autónoma gallega desde 2003. Mientras que la caza de la especie no está permitida en muchas zonas, en otras, como en Gredos, se usa como medio para controlar su población debido a la escasez de depredadores naturales, a la vez que proporciona valiosas aportaciones a las economías locales.[cita requerida]
Ha sido reintroducida en la cordillera Cantábrica a partir del núcleo cautivo de Riaño, existiendo diversos núcleos en los Ancares y el parque regional de Picos de Europa en Castilla y León y observándose individuos dispersivos en Asturias y Liébana. A medio plazo recolonizará todo el sistema montañoso.[cita requerida]
Desde el año 2014 se está reintroduciendo en los Pirineos, concretamente en el parque nacional de los Pirineos franceses y en el parque natural regional de los Pirineos de Ariège, a partir de individuos procedentes de la sierra de Guadarrama. Tras la detección de un grupo en el valle de Bujaruelo, con la aparición en 2022 de un ejemplar dentro del parque nacional de Ordesa se completa la sustitución de la subespecie nativa extinta por una subespecie alóctona a la cordillera
También existen planes para apoyar el desarrollo de la población en Sierra Nevada.